# Municipio de Washington (condado de Republic)
El municipio de Washington (en inglés: Washington Township) es un municipio ubicado en el condado de Republic en el estado estadounidense de Kansas. En el año 2010 tenía una población de 75 habitantes y una densidad poblacional de 0,8 personas por km².

## Geografía
El municipio de Washington se encuentra ubicado en las coordenadas 39°57′37″N 97°46′2″O / 39.96028, -97.76722. Según la Oficina del Censo de los Estados Unidos, el municipio tiene una superficie total de 93.3 km², de la cual 93,02 km² corresponden a tierra firme y (0,3 %) 0,28 km² es agua.

## Demografía
Según el censo de 2010, había 75 personas residiendo en el municipio de Washington. La densidad de población era de 0,8 hab./km². De los 75 habitantes, el municipio de Washington estaba compuesto por el 100 % blancos. Del total de la población el 0 % eran hispanos o latinos de cualquier raza.